# Chiếu thư đánh Chiêm
Chiếu thư đánh Chiêm là một văn bản chữ Hán trong lịch sử Việt Nam, do Hoàng đế Lê Thánh Tông soạn thảo và thông báo cho nhân dân Đại Việt để chuẩn bị lực lượng tấn công vương quốc Chiêm Thành vào năm 1471.

## Bối cảnh lịch sử
Vào cuối thế kỷ 15, thời kỳ đầu Lê Thánh Tông trị vì Đại Việt, quốc gia này có lãnh thổ cực nam là châu Hóa, tiếp giáp với vương quốc Chiêm Thành. Đây là vùng lãnh thổ bất ổn, thỉnh thoảng bị quân Chiêm Thành tấn công để đòi lại các châu mà quân Việt đã chiếm của Chiêm Thành từ thời nhà Trần. Vua Chiêm Thành lúc đó là Trà Toàn có những biểu hiện cấu kết với nhà Minh định trong đánh ra, ngoài đánh vào Đại Việt. Trà Toàn vốn cướp ngôi không danh chính và có những thái độ khinh thường và nhục mạ triều đình Đại Việt, nhục mạ sứ thần Đại Việt và cười cợt "Thiên tử" Đại Việt có ý định làm lu mờ "Thiên tử" Trung Hoa (xem chú thích 7 và 8).
Năm 1470, Lê Thánh Tông đã quyết định chinh phạt, sáp nhập lãnh thổ Chiêm Thành vào Đại Việt. Ông bá cáo với dân chúng trong nước biết một cách công khai và rõ ràng về lý do xuất quân, bằng chiếu thư đánh Chiêm. Ông thân chinh cầm quân tiến vào đất Chiêm Thành.
Tháng 3 năm 1471, kinh đô Chà Bàn (Vijaya) của người Chăm thất thủ. Theo Đại Việt Sử ký Toàn thư, hơn 30.000 người Chăm bị bắt làm nô lệ, trong đó có vua Trà Toàn; 40.000 lính Chăm đã tử trận.
Sau chiến thắng, Lê Thánh Tông thực hiện chính sách mới, bình định và Việt hóa dân chúng người Chăm và sáp nhập lãnh thổ Chiêm Thành vào Đại Việt. Tháng 6 năm 1471, lãnh thổ Chiêm Thành được lập thành thừa tuyên Quảng Nam và vệ Thăng Hoa.
Dưới đây là bản dịch của chiếu thư đánh Chiêm, đọc trước 26 vạn quân, vào ngày xuất quân mồng 6 tháng 11 âm lịch năm Canh Dần (tức ngày 28 tháng 11 năm 1470).

## Nội dung
Bản dịch trích từ bản dịch Đại Việt Sử ký Toàn thư:
| “ | Xưa đức Thái Tổ Cao Hoàng đế ta dẹp yên loạn lạc gây dựng nước nhà. Thái Tông Văn Hoàng đế kính trời chăm dân kế chí nối nghiệp, kính nước lớn, thương nước nhỏ. Bên trong thì sửa sang, bên ngoài thì đánh dẹp. Cho nên, đến những kẻ mặc xiêm cỏ, búi tóc dùi cũng trèo núi vượt biển mà sang chầu, muôn nơi đều mến đức, tám cõi cũng phục uy. Bọn Chiêm Thành ngu xuẩn kia, thập thò trong hang thỏ, như loài ong độc, được nuôi rồi đốt lại, như giống cầm thú, ăn no lại quên ơn; là kẻ vô đạo lừng khừng, là hạng tiểu trí lẩn quẩn. Thái nhơ nhuốc sờ sờ, quên thân mình không đất ở, lòng gian ác chất chứa, vạch liều kế bắn trời cao. Đức Tiên hoàng ta liền nổi cơn thịnh nộ, tính đến mưu xa, nhưng vì ba năm lặng tiến bát âm mà công ơn lớn chưa hoàn thành được. Khi Nhân Miếu lên ngôi cả, thì giống nòi chúng đã rất đông. Nương chốn Cổ Lũy như hang cầy, cậy thành Chà Bàn như tổ kiến. Điên cuồng mất trí, nó xưng bừa là cha chú, gọi đức vua ta là cháu con; mất đức ra oai, ác chất chồng, giấu sao cho nổi? Những lời lăng nhục không thể nêu tường. Chúng tụ tập bầy đoàn, dám giở thói như chó kia cắn trộm, chúng lừa khi sơ hở, ngầm xua quân như lũ quạ tụm bầy. Định cướp Hóa Châu, giết quân đồn thú. Kể tầy trời tội ác, chỉ hơn tháng sẽ dẹp yên. Kế đã chẳng thành, mưu kia càng vụng. Chết đã sắp tới, toi mạng hẳn rồi. Đã mù chẳng thấy gì, còn mở mồm nói láo. Kế đã cùng nên lòi quẫn, sắp làm phản phải thẹn thùng. Rồi như loài cáo xiểm nịnh với Yên Kinh ton hót để gièm pha người khác, định như giống tằm ăn lấn ra Tượng quận, tính toan đâm trước mặt sau lưng. Mong cột đồng dựng ở Hoành Sơn, để quân Hán xuống đến Bặc Đạo. Rêu rao tố bậy, gièm nhảm chẳng chừa. Lại vu cáo ta điều động binh sĩ muôn người, sắp thôn tính cõi bờ triều Bắc; lại bảo ta như hai mặt trời cùng mọc, tự tôn là Hoàng Đế nước Nam, bảo là ta cướp mất lễ cống ngọc vàng, bảo là ta tranh mất giống voi cái trắng. Coi khinh dân ta hơn là cỏ rác, nảy sinh dã tâm sâu độc hại người; tưởng chiếm nước ta dễ tự chơi cờ, xương Bồng Nga còn hòng đến nhặt. Cứ coi mọi hành vi, lời lẽ của nó, đều là muốn đạp đổ tông miếu dòng giống nhà ta. Mưu kế sâu như vậy, tội ác nào không làm. Khiến nhà Minh ngờ vực, gửi sắc thư hỏi mấy năm liền, vì lũ giặc hung hăng, xe đổ cứ lần theo vết cũ. Gông đóng ngập tai cũng đáng, lo đến cháy dạ chẳng sai. Thế nguy như quạ đậu tổ cao, lại dám khinh thường triều sứ, nhìn hẹp tựa ếch ngồi đáy giếng, cả gan chế nhạo sắc thư. Ngày một quá, tháng một hơn, kẻ nó xướng lũ kia họa. Cùng một duộc gây họa loạn, coi bạo ngược chẳng hề gì. Ngập ngụa tanh loài chó lợn, cướp ngôi giết vua, đuổi con cháu Bồ Đề ra ngoài cõi. Nhảm tin phật quỷ dựng pháp chùa, bịa điều họa phúc, cho dòng giống Trà Toàn được sinh sôi. Cấm mổ thịt làm khốn khó dân trời, cấm nấu rượu, việc tế thần phải bỏ. Con trai, con gái hết thảy đều lo vất vả chầu hầu, kẻ góa, con côi, chịu mãi cảnh thiêu người, cắt mũi. Dân Chiêm Thành thì nặng thuế thảm hình, người Thi Nại thì quan cao tước trọng. Đàn ông, đàn bà của ta nó bắt làm nô lệ, tù tội trốn tránh của ta nó hết thảy bao dung. Dân lưu vong phải chụm chân mà chịu oan, suốt cả nước muốn kêu trời nhưng không lối. Đứa ngủ trọ, nhà sắp bị đốt, càng giở trò gian, mạo xưng phong hóa; kẻ làm ác, trời không cho yên, vẫn thói hung tàn mà làm chính sự. Tiểu nhân lên ngôi báu, nước lớn thành kẻ thù. Trong lòng vẫn dòm ngó trẫm, ngoài mặt cống hiến giả vờ. Ví phỏng cáo kêu nơi đế Lý thì mới cam lòng, nào ngờ kiến họp đất Thần Châu để hòng thỏa chí. Ta buông lỏng, nó kéo đàn đến cướp, ta giương cung, lại đuôi vẫy xin tha. Thực là kẻ thù của tông miếu xã tắc, là tai họa của sinh dân muôn đời. Nó nghĩ là roi dẫu dài không quất đến bụng ngựa, gió cuối cơn không cuốn nổi lông hồng. Mang dã tâm gây loạn làm càn, thực phải tội đáng phải giết, đáng phải trị. Bậc hào kiệt nghe tin mà nghiến răng tức giận, người trung nghĩa thấy thế mà trong dạ đau thương. Nó đảo lộn hết lẽ thủy chung, trí cỏn con mà đòi mưu lớn. Ta điển chương phép tắc còn đó, gây phản nghịch luật pháp không tha. Không ra oai thì nó không chừa, trừ tàn bạo mưu di cũng trị. Trẫm thể lòng thượng đế, nối chí vua cha. Giết kẻ thù chín đời theo nghĩa Xuân Thu, định mưu kế vẹn toàn cho yên đất nước. Cứu muôn dân thoát khỏi vòng điêu đứng, dẹp nước loạn đã trái đạo lâu năm. Đánh phản nghịch, cứu sinh dân, thánh triết phải tỏ bày uy vũ; trồng mầm nhân, nhổ cội ác, đất trời cũng lấy đó làm lòng. Bởi vì Di, Địch xưa là mối lo cho nước, cho nên thánh vương khi trước, cung nỏ phải ra oai. Cửu Lê loạn đức, Hoàng Đế phải dùng binh, Tam Miêu bất kính, Đại Vũ gọi quân sĩ. Tuy dụng binh là điều thánh nhân cựa chẳng đã, nhưng lập pháp cốt để bọn ngoan ngu phải hay. Sương mù sao che nổi ánh mặt trời, giường mình há để kẻ ngoài nằm ngáy. Ta đã chọn hàng loạt tướng tài, đã mộ vô vàn quân giỏi. Tỳ hổ vạn người, thuyền ghe ngàn dặm. Binh sĩ trăm lần dũng cảm, người người chỉ một quyết tâm. Ai cũng nắm tay đua nhau lên trước, tuân lệnh đợi lúc ra tay. Nguyện xin đắp cồn chôn xác giặc, mong cho sử sách mãi ghi công. Ra quân có danh nghĩa, phạm tội quyết không tha. Trẫm chỉ huy cờ võ, hiệu lệnh binh thần. Kính đem mệnh lệnh của trời, làm việc đánh giết kẻ ác. Bóng cờ rợp đồng nội, như mây cuốn như gió bay; lưỡi búa loáng trên không, tựa nắng chang, tựa sao chói. Dễ dàng như bóc mo nang, thuận lợi như bẻ cành mục. Giặc tận mắt nhìn, sấm sét gấp bung tai nào kịp, quân đi trên chiếu, lửa bừng bừng vèo cháy mảy lông. Công một buổi sẽ hoàn thành, hận trăm đời sẽ rửa sạch. Lại vì dân trừ loài sâu độc, chẳng để giặc cho con cháu đời sau. Khinh Vũ Đế nhàm võ không thôi, khen Văn Vương mở mang bờ cõi. Ôi! giặc cùng mổ dê không máu; nên học xưa tháng 6 ra quân, Cõi Nam thấy lợn lấm bùn chẳng đợi 7 tuần phục. Bá cáo trong nước, cho mọi người nghe. | ” |